# Раи Бенџамин
Раи Бенџамин (енгл. Rai Benjamin; Маунт Вернон (Њујорк) 27. јул 1997.) је амерички атлетичар  специјализован за трке на 400 м и 400 м с препонама. Он је други најбржи тркач у историји на 400 м препоне са временом од 46,17 с. Освојио је сребрну медаљу на Олимпијским играма 2021. и златну на Олимпијским играма 2024. Бенџамин је такође освојио сребрне медаље и на Светским првенствима 2019. и 2022. у трци на 400 м препоне. Освојио је златне медаље у штафети 4 × 400 м на Светским првенствима 2019. и 2021.

## Питање држављанства и рана каријера
Раи Бенџамин је из средње школе, одмах по завршетку своје друге године учествовао на Светском првенству за млађе јуниоре 2013. одржаном у Доњецку. Желео је да трчи за САД, пошто је рођен у Њујорку, али је у Доњецку представљао Антигву и Барбуду у трци на 400 м с препонама.
2017. ИААФ је суспендовала све промене наступа за друге репрезентације, што значи да Бенџамин није могао да представља Сједињене Државе док трансфери држављанстава не буду омогућени у лето 2018. У октобру 2018. Бенџаминов захтев за трансфер је одобрен, што му је омогућило да представља Сједињене Државе у иностранству.
На Митингу Арева 2018. у Паризу, трчао је 19,99 на 200 метара и спустио 0,65 секунде од свог претходног личног рекорда. Постао је 72. спринтер који је 200 метара трчао брже од 20 секунди.

## Лични живот
Раи је син играча крикета са Антигве Винстона Бенџамина.

## Достигнућа
Информације са профила Раја Бенџамина на сајту Светске атлетике.

### Лични рекорди
| Стаза        | Дисциплина        | Време (секунде.стотинке) | Место одржавања                          | Датум             | Напомене                                |
| ------------ | ----------------- | ------------------------ | ---------------------------------------- | ----------------- | --------------------------------------- |
| На отвореном | 400 м препоне     | 46.17                    | Токио, Јапан                             | 3. август 2021    | Северноамерички рекорд, 2. свих времена |
| На отвореном | 400 м             | 44.21                    | Лос Анђелес, Сједињене Америчке Државе   | 8. април 2023.    |                                         |
| На отвореном | 200 м             | 19.99                    | Париз, Француска                         | 30. јун 2018.     | (−0,6 м/с ветар)                        |
| На отвореном | 100 м             | 10.03                    | Форт Ворт, Сједињене Америчке Државе     | 20. јул 2020.     | (+1,6 м/с ветар)                        |
| На отвореном | 4 × 400 м штафета | 2:55,70                  | Токио, Јапан                             | 7. августа 2021   |                                         |
| У дворани    | 400 м             | 45.39                    | Њујорк, Сједињене Америчке Државе        | 13. фебруар 2021. |                                         |
| У дворани    | 300 м             | 32.35                    | Њујорк, Сједињене Америчке Државе        | 8. фебруар 2020.  |                                         |
| У дворани    | 200 м             | 20.34                    | Колеџ Стејшон, Сједињене Америчке Државе | 10. март 2018.    |                                         |
| У дворани    | 4 × 400 м штафета | 3:00.77                  | Колеџ Стејшон, Сједињене Америчке Државе | 10. март 2018.    |                                         |

### Међународна такмичења
| Година                           | Такмичење                          | Место                            | Позиција                         | Дисциплина                       | Резултат                         | Белешка                          |
| Представљајући Антигву и Барбуду | Представљајући Антигву и Барбуду   | Представљајући Антигву и Барбуду | Представљајући Антигву и Барбуду | Представљајући Антигву и Барбуду | Представљајући Антигву и Барбуду | Представљајући Антигву и Барбуду |
| -------------------------------- | ---------------------------------- | -------------------------------- | -------------------------------- | -------------------------------- | -------------------------------- | -------------------------------- |
| 2013                             | Светско првенство за млађе јуниоре | Доњецк, Украјина                 | 15.                              | 400 м препоне                    | 52.36                            |                                  |
| 2015                             | Карипске игре за јуниоре           | Бастер, Сент Китс и Невис        | 2.                               | 400 м                            | 46.19                            |                                  |
| 2015                             | Светско првенство у тркама штафета | Насау, Бахаме                    | – (квалификације)                | 4 × 200 м штафета                | Одустао                          |                                  |
| Представљајући Сједињене Државе  |                                    |                                  |                                  |                                  |                                  |                                  |
| 2019                             | Светско првенство                  | Доха, Катар                      | 2.                               | 400 м препоне                    | 47.66                            |                                  |
| 2019                             | Светско првенство                  | Доха, Катар                      | 1.                               | 4 x 400 м                        | 2:56.69                          |                                  |
| 2021                             | Олимпијске игре                    | Токио, Јапан                     | 2.                               | 400 м препоне                    | 46.17                            | Рекорд Северне Америке           |
| 2021                             | Олимпијске игре                    | Токио, Јапан                     | 1.                               | 4 x 400 м                        | 2:55.70                          |                                  |
| 2022                             | Светско првенство                  | Јуџин, Сједињене Америчке Државе | 2.                               | 400 м препоне                    | 46.89                            |                                  |
| 2023                             | Светско првенство                  | Будимпешта, Мађарска             | 3.                               | 400 м препоне                    | 47.56                            |                                  |
| 2023                             | Светско првенство                  | Будимпешта, Мађарска             | 1.                               | 4 x 400 м                        | 2:57.31                          |                                  |
| 2024                             | Олимпијск игре                     | Париз, Француска                 | 1.                               | 400 м препоне                    | 46.46                            |                                  |
| 2024                             | Олимпијск игре                     | Париз, Француска                 | 1.                               | 4 x 400 м                        | 2:54.43                          | ОР                               |